# Глатіньї (Манш)
Глатіньї́, Ґлатіньї (фр. Glatigny) — колишній муніципалітет у Франції, у регіоні Нормандія, департамент Манш. Населення — 143 осіб (2011).
Муніципалітет був розташований на відстані близько 300 км на захід від Парижа, 95 км на захід від Кана, 45 км на північний захід від Сен-Ло.

## Історія
До 2015 року муніципалітет перебував у складі регіону Нижня Нормандія. Від 1 січня 2016 року належав до нового об'єднаного регіону Нормандія.
1 січня 2016 року Глатіньї, Бодревіль, Больвіль, Ла-Е-дю-Пюї, Мобек, Монгардон, Сен-Ремі-де-Ланд, Сен-Семфор'ян-ле-Валуа i Сюрвіль було об'єднано в новий муніципалітет Ла-Е.

## Демографія
Динаміка населення (INSEE ):
Розподіл населення за віком та статтю (2006):
| Стать | Всього | До 15 років | 15-24 | 25-44 | 45-64 | 65-85 | Понад 85 |
| --- | ------ | ----------- | ----- | ----- | ----- | ----- | -------- |
| Чоловіки | 94     | 22          | 8     | 22    | 21    | 21    | 0        |
| Жінки | 69     | 18          | 0     | 13    | 17    | 21    | 0        |
| \| Статево-вікова піраміда \| Статево-вікова піраміда \| Статево-вікова піраміда \| \| ----------------------- \| ----------------------- \| ----------------------- \| \| Чоловіки \| Вік \| Жінки \| \| 0 \| 85 + \| 0 \| \| 9 \| 80-84 \| 4 \| \| 4 \| 75-79 \| 9 \| \| 4 \| 70-74 \| 4 \| \| 4 \| 65-69 \| 4 \| \| 4 \| 60-64 \| 4 \| \| 4 \| 55-59 \| 4 \| \| 13 \| 50-54 \| 0 \| \| 0 \| 45-49 \| 9 \| \| 0 \| 40-44 \| 0 \| \| 9 \| 35-39 \| 0 \| \| 0 \| 30-34 \| 9 \| \| 13 \| 25-29 \| 4 \| \| 4 \| 20-24 \| 0 \| \| 4 \| 15-20 \| 0 \| \| 0 \| 10-14 \| 9 \| \| 13 \| 5-9 \| 0 \| \| 9 \| 0-4 \| 9 \| |        |             |       |       |       |       |          |
| Статево-вікова піраміда |        |             |       |       |       |       |          |
| Чоловіки | Вік    | Жінки       |       |       |       |       |          |
| 0 | 85 +   | 0           |       |       |       |       |          |
| 9 | 80-84  | 4           |       |       |       |       |          |
| 4 | 75-79  | 9           |       |       |       |       |          |
| 4 | 70-74  | 4           |       |       |       |       |          |
| 4 | 65-69  | 4           |       |       |       |       |          |
| 4 | 60-64  | 4           |       |       |       |       |          |
| 4 | 55-59  | 4           |       |       |       |       |          |
| 13 | 50-54  | 0           |       |       |       |       |          |
| 0 | 45-49  | 9           |       |       |       |       |          |
| 0 | 40-44  | 0           |       |       |       |       |          |
| 9 | 35-39  | 0           |       |       |       |       |          |
| 0 | 30-34  | 9           |       |       |       |       |          |
| 13 | 25-29  | 4           |       |       |       |       |          |
| 4 | 20-24  | 0           |       |       |       |       |          |
| 4 | 15-20  | 0           |       |       |       |       |          |
| 0 | 10-14  | 9           |       |       |       |       |          |
| 13 | 5-9    | 0           |       |       |       |       |          |
| 9 | 0-4    | 9           |       |       |       |       |          |

## Економіка
2010 року серед 77 осіб працездатного віку (15—64 років) 46 були активними, 31 — неактивною (показник активності 59,7%, у 1999 році було 65,5%). З 46 активних мешканців працювали 42 особи (26 чоловіків та 16 жінок), безробітними було 4 (3 чоловіки та 1 жінка). Серед 31 неактивної 3 особи були учнями чи студентами, 19 — пенсіонерами, 9 були неактивними з інших причин.

У 2010 році в муніципалітеті числилось 70 оподаткованих домогосподарств, у яких проживали 158,0 особи, медіана доходів виносила 15 826,5 євро на одного особоспоживача